# Conocalyx laxus
Conocalyx es un género monotípico de plantas con flores perteneciente a la familia Acanthaceae. El género tiene una especie de hierbas: Conocalyx laxus que es originaria de Madagascar.

## Taxonomía
Conocalyx laxus fue descrita por la zoóloga y botánica francesa, Raymond Benoist y publicado en Bulletin de la Société Botanique de France 113: 534, en el año 1966 [1967].